# كارلوس مورينو غوميز
كارلوس مورينو غوميز (بالإسبانية: Carlos Moreno Gómez)‏ (14 فبراير 1992 في إسبانيا - ) هو لاعب كرة قدم إسباني في مركز الدفاع. لعب مع نادي ألباسيتي ونادي ميرانديس ونادي ألباسيتي ب.

## وصلات خارجية
- كارلوس مورينو غوميز على موقع قاعدة بيانات كرة القدم.إي يو (الإنجليزية)
- كارلوس مورينو غوميز على موقع Soccerway.com (الإنجليزية)
- كارلوس مورينو غوميز على موقع AS.com (الإسبانية)